# Lyn Jacenko
Lyn Jacenko (eigentlich Lynette Marie Jacenko, geborene Tillett; * 15. August 1953) ist eine ehemalige australische Weitspringerin.
Bei den Olympischen Spielen 1972 in München schied sie im Weitsprung in der Qualifikation aus und kam im Fünfkampf auf den 16. Platz.
1974 wurde sie Fünfte bei den British Commonwealth Games in Christchurch, und 1977 siegte sie beim Leichtathletik-Weltcup in Düsseldorf.
Bei den Commonwealth Games 1978 in Edmonton wurde sie Achte im Weitsprung und gewann mit der australischen Mannschaft Bronze in der 4-mal-100-Meter-Staffel. 1979 wurde sie Siebte beim Weltcup in Montreal.
Ihre persönliche Bestweite von 6,70 m stellte sie am 18. März 1978 in Brisbane auf.
Viermal wurde sie australische Meisterin im Weitsprung (1972, 1977–1979) und einmal im Fünfkampf (1972).